# Elecciones al Senado de los Estados Unidos de 2010 en Arizona
Las elecciones al Senado de los Estados Unidos en Arizona de 2010 se llevaron a cabo el 2 de noviembre de 2010, junto con otras elecciones al Senado de los Estados Unidos en otros estados, así como elecciones a la Cámara de Representantes de los Estados Unidos y varias elecciones estatales y locales. Las primarias se llevaron a cabo el 24 de agosto de 2010. El senador republicano estadounidense en ejercicio, John McCain, que había perdido las elecciones presidenciales de 2008 ante el entonces senador estadounidense de Illinois Barack Obama, se presentó a la reelección para un quinto mandato y ganó.